# Градешница (община Битоля)
Вижте пояснителната страница за други значения на Градешница.
Градешница (на македонска литературна норма: Граешница; на гръцки: Γραδέσνιτσα) е село в община Битоля на Северна Македония.

## География
Селото се намира на 700 m надморска височина на склонове на планината Баба в областта Пелагония, на 17 km южно от Битоля, близо до границата с Гърция.

## История
Селото е в близост до крепостта Кале, съществувала в праисторическия, античния и средновековния период. Вероятно с нея е свързано и името на селото, произлизащо от Градище. В османски дефтер от 1468 година селото е записано като Црешево или Градешница, каза Манастир в санджак Паша със 130 християнски семейства, които произвеждат лен, копринена буба, вино и други земеделски продукти. По-късно в регистрите от 1568 г., селото Црешево или Градешница има 113 християнски семейства и едно мюсюлманско.
В селото има средновековна църква „Света Богородица Пречиста“, църква от 1860 година „Възнесение Господне“ („Свети Спас“) и манастир „Свети Теодор“. Други малки църкви са „Свети Атанасий“, „Свети Никола“, „Свети Архангел Михаил“, „Света Богородица Пречиста“, „Света Петка“, „Свети Димитър“ и „Света Неделя“.
Според статистиката на Васил Кънчов („Македония. Етнография и статистика“) от 1900 година Градешница има 540 жители, всички българи християни.
На Етнографската карта на Битолския вилает на Картографския институт в София от 1901 година Градешница е чисто българско село в Битолската каза на Битолския санджак с 80 къщи.
Цялото население на селото е гъркоманско под върховенството на Цариградската патриаршия. По данни на секретаря на Българската екзархия Димитър Мишев („La Macédoine et sa Population Chrétienne“) в 1905 година в Градешница има 424 българи патриаршисти гъркомани и в селото функционира гръцко училище.
При избухването на Балканската война в 1912 година един човек от Градешница е доброволец в Македоно-одринското опълчение. След Междусъюзническата война в 1913 година селото остава в Сърбия.
През Първата световна война по време на боевете за река Черна в селото е образувано българско военно гробище. По това време Градешница е част от Драгошка община в Битолска селска околия и има 577 жители.
В 1961 година селото има 444 жители. През втората половина на XX век жителите на селото масово се изселват, предимно в Битоля и отвъдокеанските земи.
Според преброяването от 2002 година селото има 190 жители самоопределили се както следва:
| Националност     | Всичко |
| северномакедонци | 17     |
| албанци          | 172    |
| турци            | 0      |
| роми             | 0      |
| власи            | 0      |
| сърби            | 0      |
| бошняци          | 0      |
| други            | 1      |

## Личности
Родени в Градешница
- Йосиф Петров Дафков (на гръцки: Ιωσήφ Πέτρου Δάφκος) (1872 - 1944), свещар в църквата Свети Димитър в Битоля, след 1918 година в Лерин
- Миле Коте, мухтар на селото, арестуван през август 1903 година, обвинен в „подтикване на селското население към нарушаване на порядъка и вършене на разбойничество“, осъден на 15 години каторга, заточен в Диарбекир, амнистиран с общата амнистия от 12 април 1904 година[9]
- Павле Диме, арестуван през октомври 1903 година, обвинен в „помагане на българския комитет“, осъден на 3 години каторга, заточен в Диарбекир, амнистиран с общата амнистия от 12 април 1904 година[10]
- Петър Димитриевски (1926 – 2005), югославски партизанин, генерал-лейтенант от ЮНА
- Филип Трайче, арестуван през септември 1903 година, обвинен в „помагане в размяната на преписките на българските бунтовници“, осъден на 3 години каторга, заточен в Диарбекир, амнистиран с общата амнистия от 12 април 1904 година[11]

Починали в Градешница
- Васил Атанасов Кисьов, български военен деец, подпоручик, загинал през Първата световна война[12]
- Панчо Лазаров, български военен деец, подпоручик, загинал през Първата световна война[12]
- Стефан Найденов, български военен деец, подпоручик, загинал през Първата световна война[12]
- Тодор Д. Мудов, български военен деец, подпоручик, загинал през Първата световна война[13]